# Tolstoj (metrostation)
Tolstoj is een metrostation in de Italiaanse stad Milaan dat geopend is op 12 oktober 2024.